# Batalla de Dorilea (1097)
La batalla de Dorilea fue un combate que entablaron las fuerzas de los cruzados contra los musulmanes durante la Primera Cruzada en el siglo XI, en Dorilea, hoy un lugar arqueológico cerca de la ciudad turca de Eskişehir.

## La batalla
Acabado el asedio a Nicea el 19 de junio de 1097, las fuerzas cruzadas avanzaron por el desierto de Anatolia rumbo a Tierra Santa. Sin embargo, debido a las difíciles tareas de aprovisionamiento que se realizaban, los líderes cruzados se decidieron separar y encontrarse más tarde.
Cerca de Dorilea, las fuerzas de Bohemundo de Tarento decidieron acampar, mientras que Kilij Arslan I preparaba a un grupo de turcos para atacar el campamento de Bohemundo.
El 1 de julio, al amanecer, el ruido de miles de caballos despertó a los hombres de Bohemundo. Los soldados turcos atacaron a todo el que se les atravesara en su camino. Los cruzados no pudieron responder rápidamente debido a la sorpresa del ataque.
Las bajas turcas eran ínfimas comparadas con las de los cruzados. Mientras que la caballería atacaba, un grupo de arqueros turcos (el naukía) disparaba desde cientos de metros atrás del campamento. Los cruzados resistían ferozmente contra la caballería, pero la esperanza de la victoria estaba muy lejos.

## El milagro
La victoria turca parecía al alcance de la mano, sin embargo, según contaron luego los europeos, se dice que Dios escuchó las súplicas de los cruzados y, cerca de donde se hallaban los arqueros turcos, la caballería de Godofredo de Bouillón logró avanzar, acabando con estos. Tras poder reorganizarse, las fuerzas cruzadas habían pasado de entre cinco y diez mil hombres a más de cuarenta mil.
Los turcos, aterrados al ver las fuerzas de Godofredo acercarse, huyeron rápidamente. En parte se debió a que, a pesar de atacar en huestes de miles, no se movían por Tierra Santa como una verdadera fuerza militar conjunta, sino más bien para atacar caravanas y hacer escaramuzas (el liderazgo de Saladino luego "remediaría" eso). Ambos lados perdieron miles de hombres, de hecho, se estima que apenas en el principio del ataque turco, murieron algo menos de cinco mil cruzados. Todo el combate no duró más de unas dos horas.
Acabada la batalla, tomaron de nuevo su rumbo a Tierra Santa.
Tras esta victoria los ejércitos cruzados se llenaron de optimismo, se han documentado cartas de soldados cruzados a sus esposas, en las que decían que en apenas tres semanas alcanzarían Jerusalén, sin embargo estaban equivocados, ya que tardaron casi tres años más en alcanzar Tierra Santa. Después un pequeño contingente turco de doce mil hombres intentó cerrar el paso pero los cruzados guiados por Esteban y en superioridad numérica lograron vencerles, en la batalla murió el general que dirigía esta operación de defensa desesperada Queazar y los pocos sobrevivientes se replegaron, en el resto del viaje los cruzados no encontraron mayor resistencia hasta llegar a Antioquía.